# Лончинські
 Лончинські  гербу Наленч (пол. Łonczyńscy) — польський шляхетський рід.

## Представники
- Геронім — хорунжий київський
  - Пйотр (імовірно) — підчаший львівський (Львівської землі), прожив мало, дружина — Скниловська,
    - Миколай — писар коронного скарбу, його опікун — Миколай Скниловський, дідич Скнилова
      - Анджей — вояк, дружина — Нарайовська

  - Зигмунт — третій син Героніма

- Юзеф — комендант Кодака, дідич Куткора, з 1665 року генерал-майор інфантерії, отримав кілька королівщин, які вилучили зі складу Буського староства, 15 жовтня став буським старостою, помер у Беньковій Вишні, був похований у Рудках[2]
  - Анджей — підкоморій новогрудський, дружина — Тереза Антоніна, зять Анджея Максиміліана Фредра, мав 4 сини, яких залишив під опікою вуйка Єжи Богуслава, львівського каштеляна, з них Юзеф, Томаш померли рано, Міхал — дитиною, був похований в Рудках
    - Єжи Антоній — перемиський скарбник, жидачівський хорунжий, львівський каштелян, 4-й син Анджея, дружини: третя — підкоморянка галицька Тереза з Каршницьких гербу Леліва, перший її чоловік — мечник підляський Францішек Ґалецький;